# Tosaint Ricketts
Tosaint Antony Ricketts (ur. 6 sierpnia 1987 w Edmonton) – kanadyjski piłkarz pochodzenia jamajskiego występujący na pozycji napastnika.

## Kariera klubowa
Ricketts karierę rozpoczynał w 2005 roku w zespole UW Green Bay Phoenix z amerykańskiej uczelni University of Wisconsin–Green Bay. Grał tam do 2007 roku. W 2009 roku podpisał kontrakt z fińską drużyną MyPa. W Veikkausliidze zadebiutował 2 maja 2009 roku w zremisowanym 0:0 pojedynku z Interem Turku. 11 maja 2009 roku w wygranym 1:0 spotkaniu z HJK Helsinki strzelił pierwszego gola w Veikkausliidze. W MyPa spędził 2 sezony.
Pod koniec 2010 roku Ricketts odszedł do rumuńskiego FC Timiszoara. W Liga I pierwszy mecz zaliczył 26 lutego 2011 roku ekipie przeciwko Gaz Metan Mediaș (3:1).

## Kariera reprezentacyjna
Ricketts jest byłym reprezentantem Kanady U-20 oraz U-23. Wraz z drużyną U-20 w 2007 roku uczestniczył z Mistrzostwach Świata.
W pierwszej reprezentacji Kanady zadebiutował 9 lutego 2011 roku w przegranym 0:1 towarzyskim meczu z Grecją. 1 czerwca 2011 roku w zremisowanym 2:2 towarzyskim spotkaniu z Ekwadorem strzelił pierwszego gola w drużynie narodowej.
W tym samym roku został powołany do kadry na Złoty Puchar CONCACAF.